# 主婦マリーがしたこと
『主婦マリーがしたこと』（仏：Une affaire de femmes）は、1988年のフランス映画。原題は『女たちの物語』。

## 概要
ナチ占領下の北フランス、ノルマンディを舞台に、フランスの女性最後のギロチン処刑になった一女性を描いた映画であり 、この女性マリー＝ルイーズ・ジローの実話を元にしたシリアスな女性映画である。監督にクロード・シャブロル、主演はフランスを代表する演技派女優の一人イザベル・ユペール。夫役はフランソワ・クリュゼ。彼女と親友になるクールだが気の良い娼婦役にはマリー・トランティニャンが扮している。
物語は、一人の平凡な主婦が収入を得るために始めた仕事が原因で死を宣告され、刑場に引かれていくまでの過程を、いわゆるレジスタンス神話とは異なる、当時のフランス社会の描写も織り込みながら展開していく。

## ストーリー
第二次世界大戦中、ナチ占領下のノルマンディで、子育てしながら夫の帰りを待っている平凡な主婦マリー（ユペール）。暮らしは当然裕福とは程遠い生活をしていたが、ある日彼女に転機が訪れる。隣の奥さんの当時は違法とされていた堕胎を手伝った事からお礼に蓄音機を貰い、マリーは自分の隠れていた意外な能力を見出し、仕事にしようと決める。それからしばらくして、戦地から負傷した夫（クリュゼ）が戻って来るも夫婦仲は冷え切っていた･･･。ある日ふとしたきっかけで娼婦であるリュシー"ルル"（トランティニャン）と知り合い、彼女曰く部屋を貸して欲しいという。その日を境にそれまでの貧乏生活をから一変、マリーの生活は変わり、夫に一切頼ることなく収入を得て、どんどん生活力を付けていき裕福になっていく。マリーが輝いていく一方で、夫はヒモ状態に陥る･･･。だが、その家庭内自立がマリーを思わぬ悲劇へと招いていく･･･。

## スタッフ
- 監督・脚本：クロード・シャブロル
- 製作：マラン・カルミッツ
- 脚本：コロ・タヴェルニエ・オアガン
- 撮影：ジャン・ラビエ
- 音楽：マチュー・シャブロル

## キャスト
- イザベル・ユペール：マリー
- フランソワ・クリュゼ：ポール
- マリー・トランティニャン：リュシー
- ニルス・タヴェルニエ
- マリー・ブネル

## 賞
- ヴェネツィア国際映画祭女優賞：イザベル・ユペール
- ニューヨーク映画批評家協会賞：外国語映画賞
- ロサンゼルス映画批評家協会賞：外国語映画賞